# Micrasterias piquata
Micrasterias piquata là một loài Song tinh tảo trong họ Desmidiaceae, thuộc chi Micrasterias.